# Вогд, Хендрик

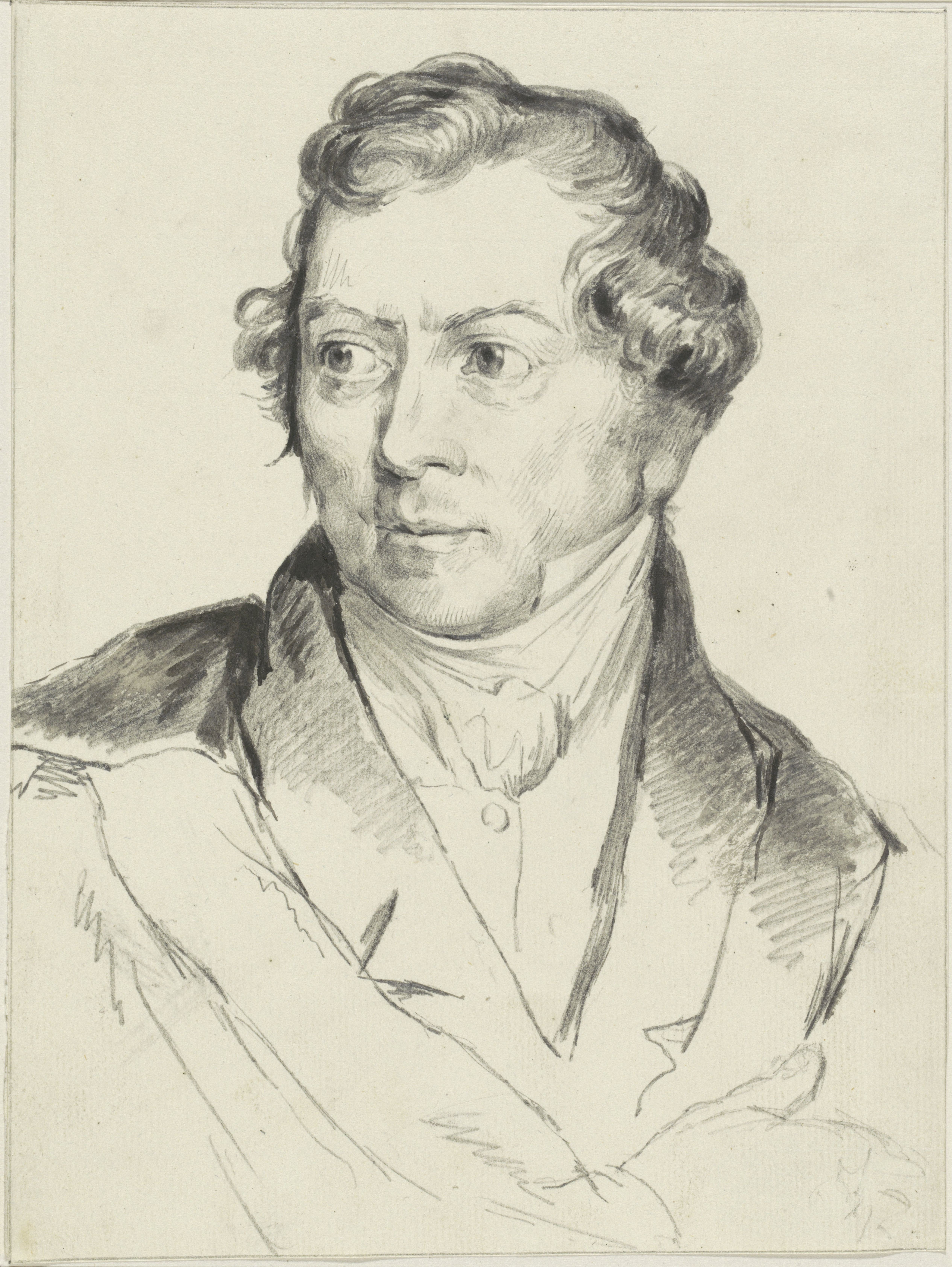
Портрет Хендрика Вогда

Хендрик Вогд (нидерл. Hendrik Voogd, 10 июля 1768, Амстердам — 4 сентября 1839, Рим) — нидерландский художник и график, длительное время живший и работавший в Италии.

## Жизнь и творчество
Художественное образование получил, поступив в 1783 году в одну из местных Академий живописи, а затем в ателье обойного мастера-живописца Юриана Адриессена (Jurriaan Andriessen). Получив финансовую помощь коллекционера предметов искусства Д. Верстега, в 1788 году уезжает в Рим для продолжения образования как художник-пейзажист. В Италии был дружен с известными пейзажистами своего времени — Иоганном Мартином фон Роденом, Иоганном Христианом Рейнхартом и Николя-Дидье Боке. Большую часть своей жизни Хендрик Вогд провёл в Италии, за исключением времени поездки в 1828 году на родину, в Нидерланды. Художник не был женат и не имел детей.
Христиан Вогд известен как живописец, так и как график - своими многочисленными рисунками карандашом и углём, которые изображают Рим и его окрестности - озеро Лаго-Альбано, Тиволи, область Лациум, Кастель-Гандольфо, озеро Неми. На них можно увидеть как виды природы (деревья, скалы), так и мотивы, связанные с человеческой деятельностью. В 1959 году около 200 графических работ мастера были обнаружены в замке Дивенворде в южной части Нидерландов. В своём искусстве Вогд придерживался классической традиции, принятой в XVIII столетии. Испытал значительное творческое влияние как французского художника Клода Лоррена, так и голландской школы живописи.
Произведения Хендрика Вогда можно увидеть в амстердамском Рийксмузее.

## Дополнения
- Hendrik Voogd, Netherlands Institute for Art History, 2014.
- Müller, Sheila D. (2013). Niederländische Kunst: Eine Enzyklopädie. Routledge. p. 348. ISBN 978-1-135-49581-7.

## Галерея

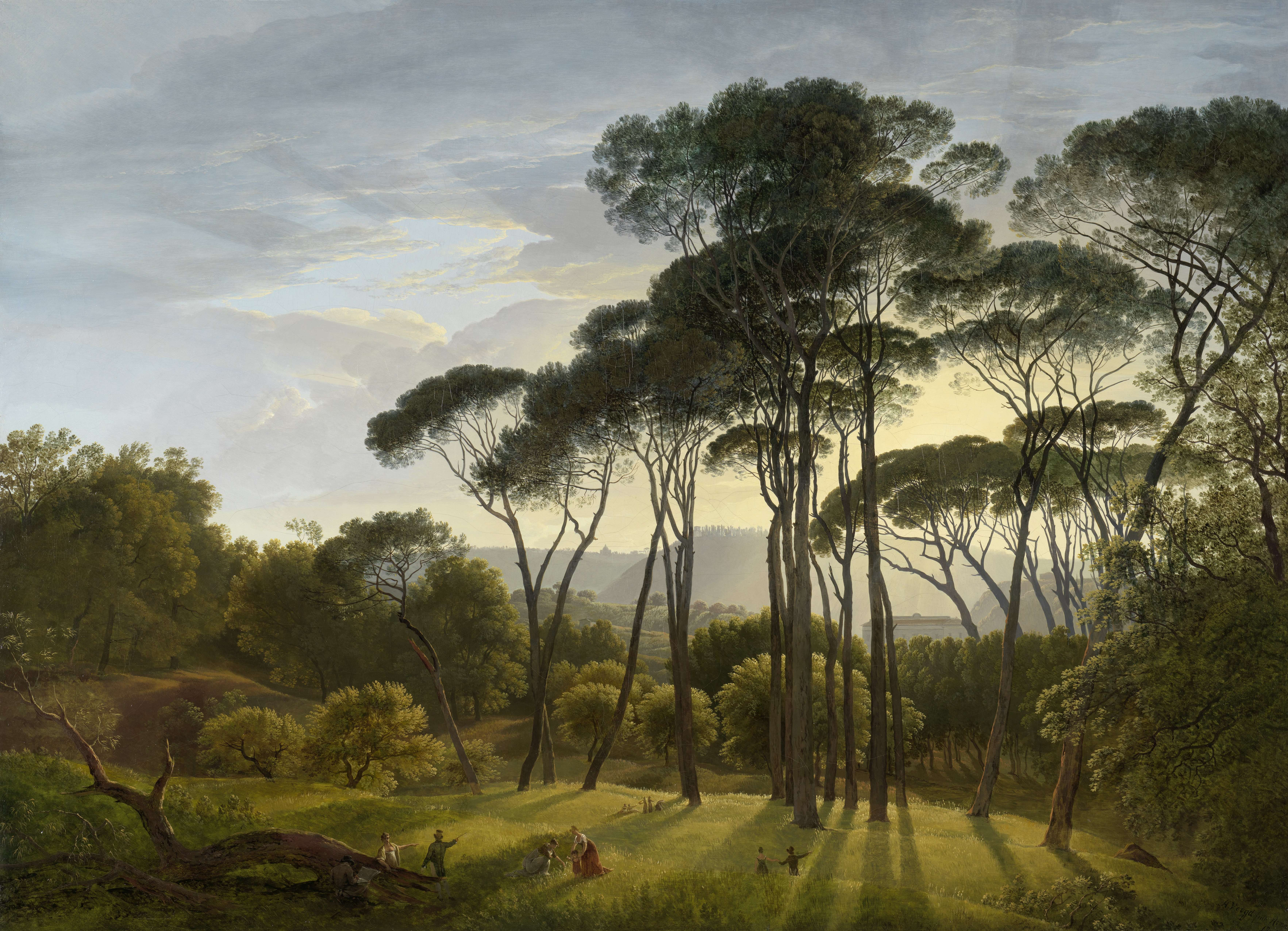
Итальянский пейзаж с зонтичными пиниями
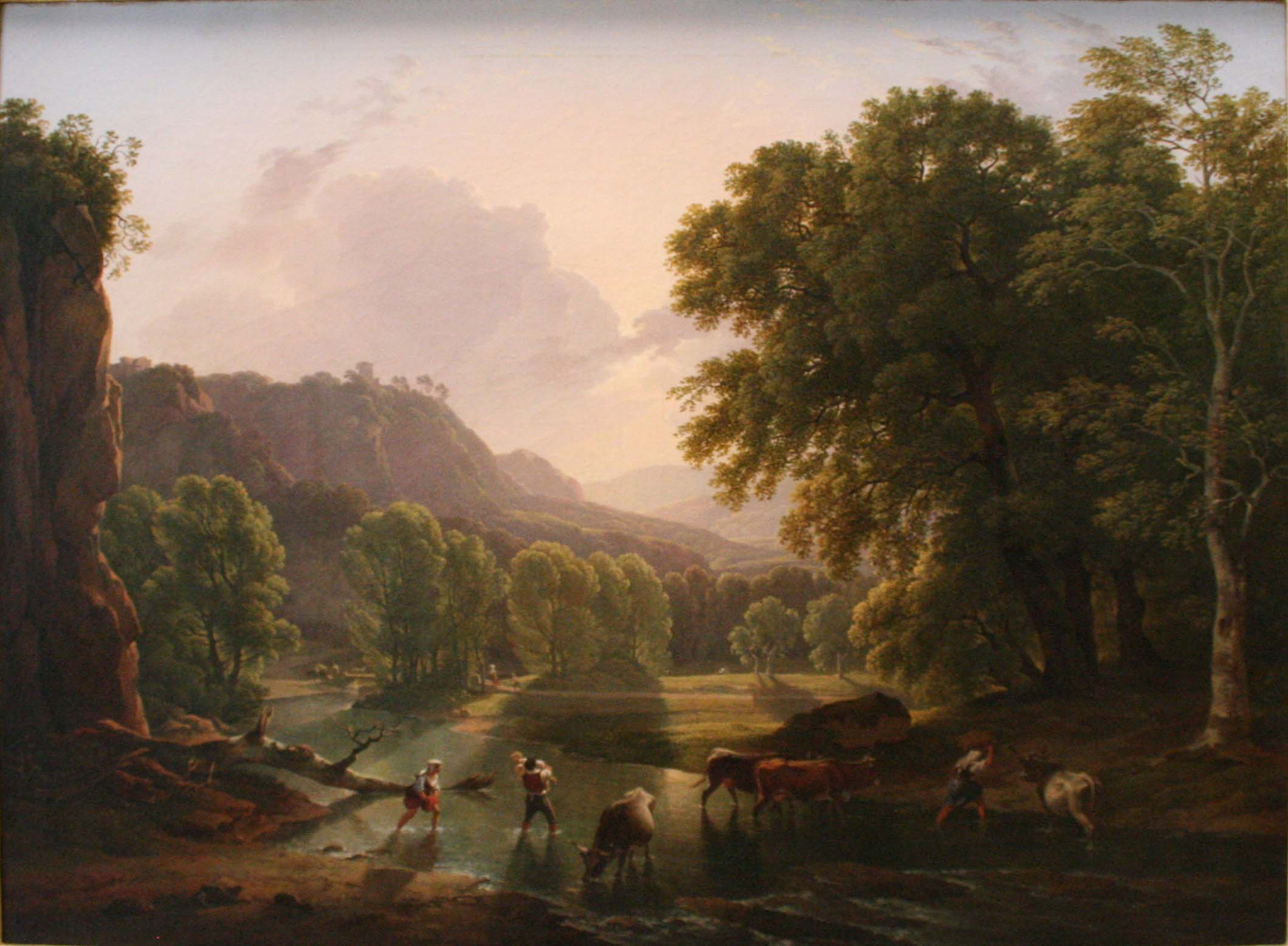
Переправа через брод
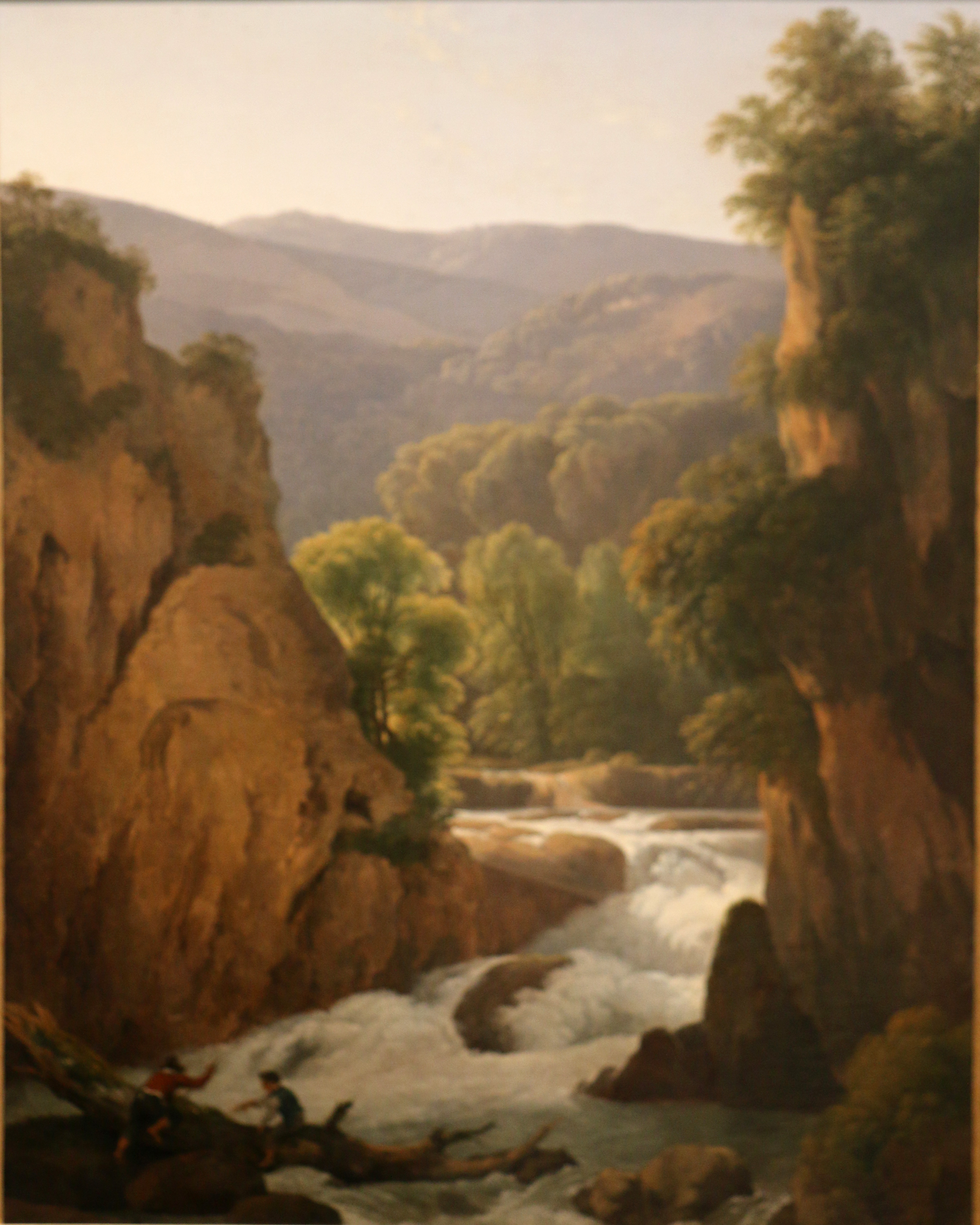
Итальянский пейзаж (1832)
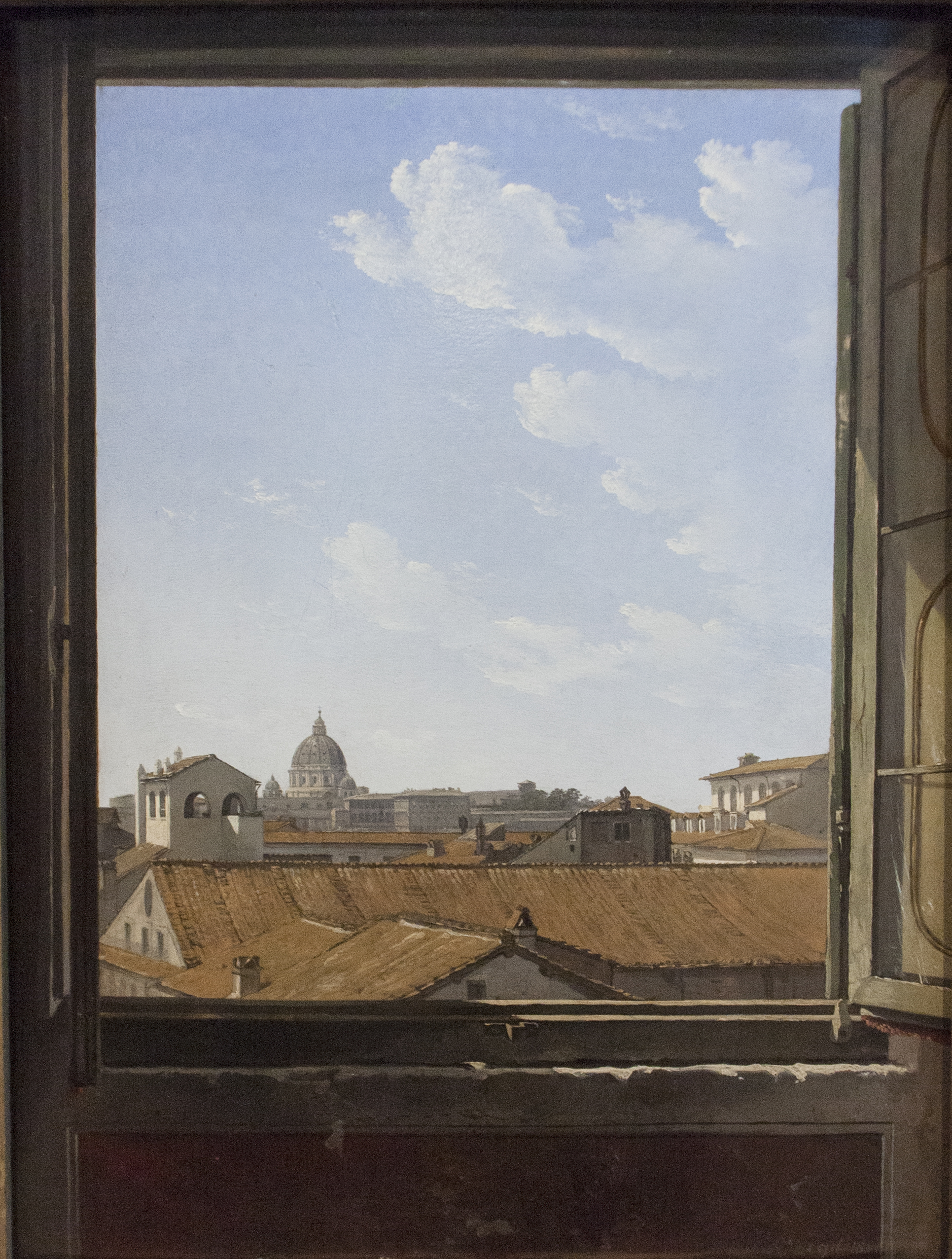
Вид на Рим из окна (1809)
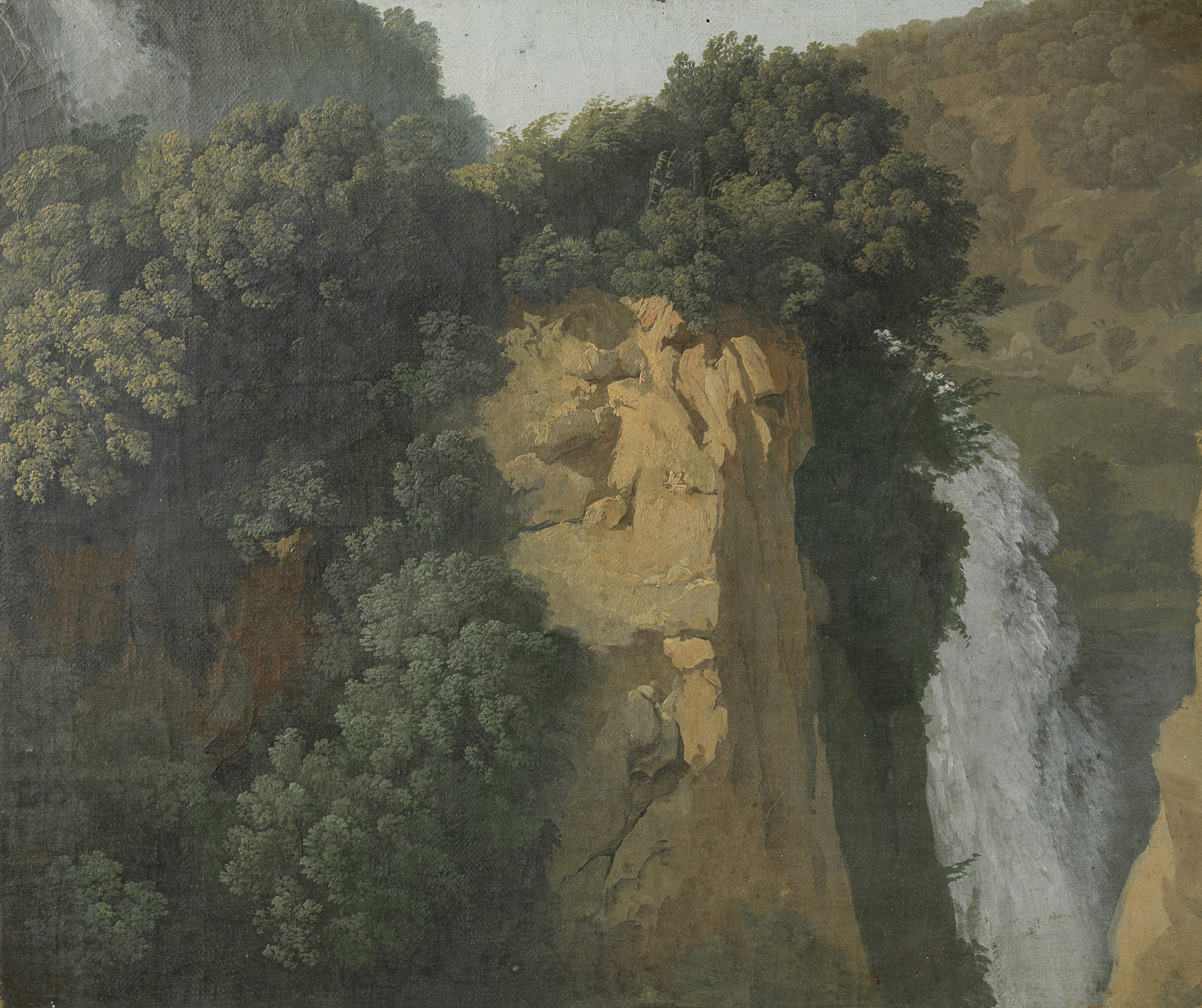
Горный водопад в Италии, близ Тиволи